# Джеймс Коттон
Джеймс Ге́нрі Ко́ттон (англ. James Henry Cotton; 1 липня 1935, Туніка, Міссісіпі — 16 березня 2017, Остін, Техас) — американський блюзовий виконавець на губній гармоніці, співак і автор пісень. Грав з Мадді Вотерсом, Хауліном Вульфом, Б.Б. Кінгом, Греггом Оллменом, Santana, Grateful Dead та ін. Лавреат премії «Греммі» (1997).

## Біографія
Народився 1 липня 1935 року на бавовняній плантації «Бонні Блу» в Туніці, штат Міссісіпі. Син Моуза Коттона і Гетті Грін. У дитинстві почув на радіостанції KFFA випуск передачі «King Biscuit Time» із Сонні Бой Вільямсоном II, який його вразив. У дев'ять років осиротів, його дядько привіз хлопчика до Гелени, штат Арканзас, де познайомив його з Вільямсоном.
Коттон почав виступати з Вільямсоном, який вчив його грати на губній гармоніці і близько 1950 року вони разом переїхали у Західний Мемфіс, де його почув Хаулін Вульф. Вульф часто грав з Коттоном на концертах і під час студійної роботи на лейблі Sun Records. На Sun Коттону запропонували зробити записи як солісту. 1953 року записав свій перший сингл на Sun, «Straighten Up Baby», за яким вийшов «Cotton Crop Blues», який став рімейком «Cotton Seed Blues» Рузвельта Сайкса 1932 року. У Західному Мемфісі грав разом з гітаристами Г’юбертом Самліном і Оберном «Петом» Гейром. Гейр записувався з Коттоном на Sun.
Після виходу синглів працював у Західному Мемфісі водієм вантажівки, на якій перевозив гравій. У віці 20 років познайомився з Мадді Вотерсом, з яким почав гастролювати і записуватися, взяв участь у записі його альбому At Newport (1960), зокрема зіграв на «Got My Mojo Working». 1964 року грав і співав на альбомі The Blues Never Die! (1965) Отіса Спенна. Пізніше записувався у складі власного квартету як Джиммі Коттон на лейблі Vanguard Сема Чартерса для серії альбомів-компіляцій Chicago/The Blues/Today! (1966); квартет Коттона влючав гітариста Джеймса Медісона, піаніста Отіса Спенна і ударника С. П. Лірі. 1966 року створив власний гурт «the James Cotton Blues Band», з яким наступного року випустив дебютний однойменний альбом. Перший концерт гурту був записаний і вийшов лише у 1998 році під назовю Late Night Blues (Justin Time Records). Його колегами-музикантами на той час були гітарист Лютер Такер і ударник Сем Лей. Пізніше грав з Меттом «Гітар» Мерфі і Г’юбертом Самліном, а також виступав з такими виконавцями, як Дженіс Джоплін, Grateful Dead, Led Zeppelin, Б.Б. Кінг, Santana, Стів Міллер і Фредді Кінг.

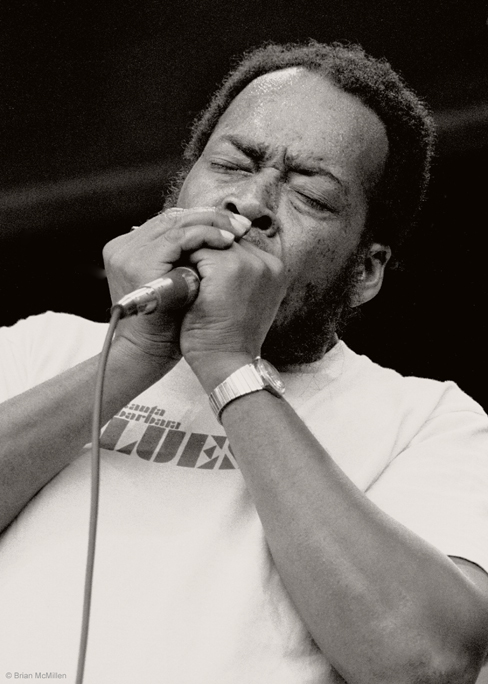
Коттон на Монтеррейському джазовому фестивалі, 1981

У 1970-х записувався на лейблах Buddha і Capitol, знову приєднався до Вотерса для запису альбому Hard Again, спродюсованого гітаристом Джонні Вінтером. Альбом вийшов у 1977 році і здобув премію «Греммі». Також акомпанував на альбомах Самліна, Мемфіса Сліма, Стіва Міллера та ін, а також запрошував Міллера, Вінтера, Доктора Джона, Тодда Радгрена, Девіда Сенборна та ін. для своїх записів.
Продовжив записуватися у 1980-х, випускав альбоми на лейблі Alligator Records. 1990 року взяв участь у записі Harp Attack! у співпраці з такими відомими музикантами як Кері Белл, Джуніор Веллс і Біллі Бранч (альбом став одним з найуспішніших для Alligator). 1997 року за альбом Deep in the Blues здобув премію «Греммі» (в категорії «Найкращий альбом традиційного блюзу»); записаний з Джо Луїсом Вокером і Чарлі Гейденом. Також у 1997 році здобув нагороду W.C. Handy Blues Awards в категорії «Найкращий виконавець традиційного блюзу». 1999 року на Telarc Blues записав спільний альбом Superharps з Біллі Бранчем, Чарлі Масселвайтом і Шугар Рей Норсією. 
В жовтні 2000 року переїхав до Остіна, штат Техас. В червні 2010 року Коттона було вшановано в нью-йоркському Лінкольн-центрі, де його друзі Г’юберт Самлін, Пайнтоп Перкінс, Тадж-Махал, Шемекія Коупленд та інші віддали йому данину поваги на концерті всіх зірок. Його альбом Cotton Mouth Man, який вийшов у 2013 році також був номінований на премію «Греммі». У 2015 році міжнародний джазовий фестиваль у Монреалі відзначив Коттона та його багаторічний внесок у блюз своєю премією «B. B. King Award». 
Помер 16 березня 2017 року від пневмонії у віці 81 року в Остіні, Техас в медичному центрі Св. Давида. Похований 11 липня 2017 року в Остіні на цвинтарі штату Техас.

## Визнання

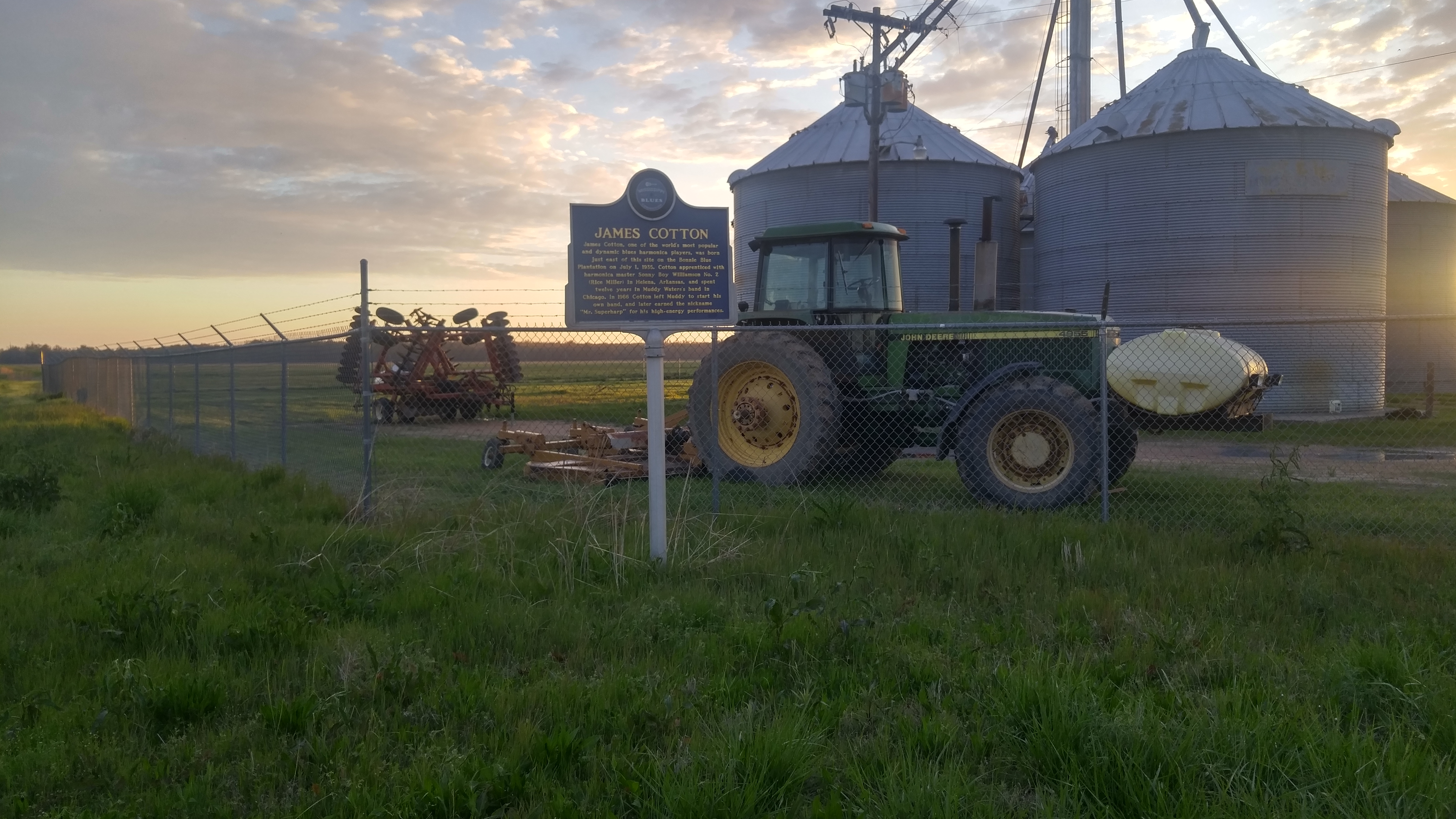
Вказівник «Міссісіпської стежки блюзу» в Туніці, де народився Коттон

2006 року імʼя музиканта занесено до Зали слави блюзу. 
13 лютого 2008 року в Туніці, поблизу якої народився Коттон, був відкритий знак «Міссісіпської стежки блюзу», присвячений музиканту.

## Родина
Був одружений з Жаклін Гейрстон Коттон. Мав трьох дітей: доньки Тереза Гемптон і Маршалл Енн Коттон та син Джеймс Патрік Коттон.

## Дискографія

### Альбоми
- Chicago/The Blues/Today!, Vol. 2 (Vanguard, 1966)
- The James Cotton Blues Band (Verve Folkways, 1967)
- Cut You Loose! (Vanguard, 1968)
- Pure Cotton (Verve Folkways, 1968)
- Cotton in Your Ears (Verve Folkways, 1968)
- Taking Care of Business (Capitol, 1971)
- High Compression (Alligator, 1984)
- Live from Chicago: Mr. Superharp Himself! (Alligator, 1986)
- Take Me Back (Blind Pig, 1987)
- Live at Antone's Nightclub (Antone's, 1988)
- Harp Attack! (Alligator, 1984); з Джуніором Веллсом, Кері Беллом і Біллі Бранчем
- Deep in the Blues (Verve, 1996); з Джо Луїсом Вокером і Чарлі Гейденом
- Best of the Vanguard Years (Vanguard, 1999)
- 35th Anniversary Jam of the James Cotton Blues Band (Telarc, 2002)
- Giant (Alligator, 2010)
- Cotton Mouth Man (Alligator, 2013)

### Сингли
- «Cotton Crop Blues»/«Hold Me In Your Arms» (Sun, 1954)
- «Straighten Up Baby»/«My Baby» (Sun, 1954)